# Station Stąporków
Station Stąporków is een spoorwegstation in de Poolse plaats Stąporków.